# Tintinnabulum (Romeinse Rijk)

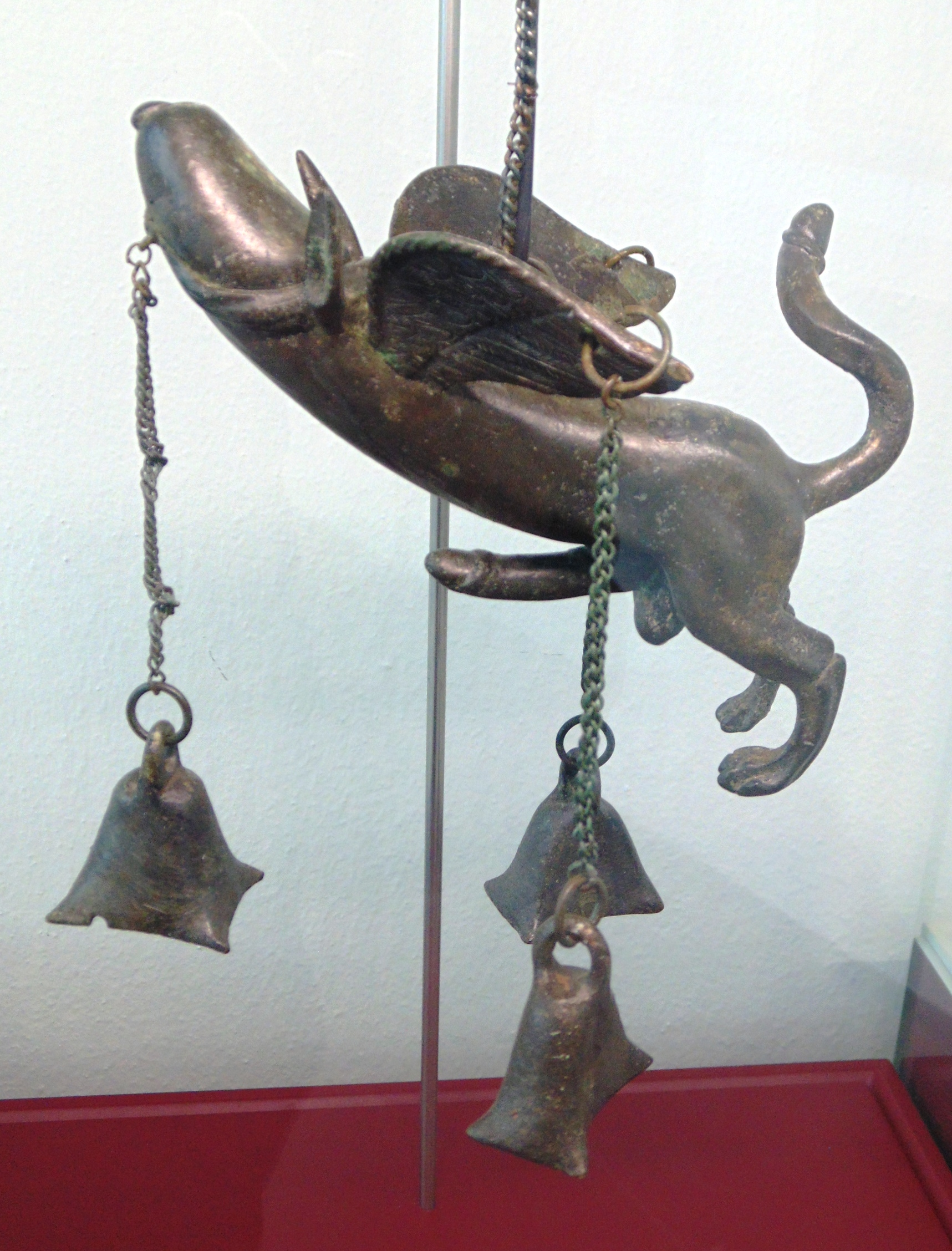
Romeins tintinnabulum

Ten tijde van de Romeinen was een tintinnabulum een meestal bronzen klokje of een reeks van klokjes. Veelal hingen een of meer klokjes onder een fallusvormige structuur en werden gebruikt als amulet om het kwaad te verdrijven.